# ミクローシュ・ペレーニ
ミクローシュ・ペレーニ（Miklos Perenyi, 1948年1月5日 - ）は、ハンガリーのチェロ奏者。ハンガリー語表記はペレーニ・ミクローシュ（Perényi Miklós）。

## 略歴
- ブダペスト生まれ。5歳でチェロを始め、7歳でフランツ・リスト音楽院に入学、9歳で演奏会を開く。
- 1960年からローマに留学し、エンリコ・マイナルディに師事（1964年まで）。
- 1963年にブダペストで開催されたカザルス国際チェロコンクールに入賞したことでパブロ・カザルスに認められ、1965年、翌1966年にカザルスのマスタークラスに招待され、マールボロ音楽祭にも参加する。
- 1974年からリスト音楽院で教え、1980年には教授となる。

## 録音
地元ハンガリーのHUNGAROTONレーベルに、バッハの無伴奏チェロ組曲やドヴォルザークのチェロ協奏曲などが録音されているが、日本では入手困難なものも多い。新しい録音に、コダーイのチェロ作品集がある。近年は、同じハンガリーのピアニスト、アンドラーシュ・シフとの共演が目立ち、TELDECレーベルにシューベルトのアルペジョーネソナタ、ECMレーベルにベートーヴェンのチェロとピアノのための作品集（いずれもアンドラーシュ・シフのピアノ）などがある。